# Ezio Vettori
Ezio Vettori (Pisa, 16 febbraio 1905 – ...) è stato un calciatore italiano, di ruolo portiere.
Era conosciuto come Vettori II per distinguerlo da Aldo, anch'egli giocatore del Pisa.

## Carriera
Con il Pisa disputa 82 partite nell'arco di cinque stagioni, comprese 4 presenze in massima serie, precisamente nel campionato di Prima Divisione 1925-1926.